# Gran Premio motociclistico di Spagna 1986
Il Gran Premio motociclistico di Spagna 1986 fu il primo appuntamento del motomondiale 1986.
Si svolse il 4 maggio 1986 sul circuito permanente del Jarama e registrò nella classe 500 la prima vittoria nel motomondiale di Wayne Gardner, di Carlos Lavado nella classe 250, di Fausto Gresini nella classe 125 e di Jorge Martínez nella classe 80.

## Classe 500

### Arrivati al traguardo
| Pos | Pilota              | Moto         | Giri | Tempo     | Griglia | Punti |
| --- | ------------------- | ------------ | ---- | --------- | ------- | ----- |
| 1   | Wayne Gardner       | Honda        | 37   | 56:01.870 | 2       | 15    |
| 2   | Eddie Lawson        | Yamaha       | 37   | +2.070    | 3       | 12    |
| 3   | Mike Baldwin        | Yamaha       | 37   | +17.170   | 4       | 10    |
| 4   | Randy Mamola        | Yamaha       | 37   | +28.160   | 5       | 8     |
| 5   | Christian Sarron    | Yamaha       | 37   | +29.970   | 9       | 6     |
| 6   | Raymond Roche       | Honda        | 37   | +30.060   | 7       | 5     |
| 7   | Robert McElnea      | Yamaha       | 37   | +30.470   | 6       | 4     |
| 8   | Juan Garriga        | Cagiva       | 37   | +1:13.990 | 10      | 3     |
| 9   | Fabio Biliotti      | Honda        | 37   | +1:14.170 | 11      | 2     |
| 10  | Ron Haslam          | ELF-Honda    | 36   | +1 giro   | 13      | 1     |
| 11  | Paul Lewis          | Heron-Suzuki | 36   | +1 giro   | 14      |       |
| 12  | Dave Petersen       | Suzuki       | 36   | +1 giro   | 15      |       |
| 13  | Henk van der Mark   | Honda        | 36   | +1 giro   | 18      |       |
| 14  | Pierfrancesco Chili | Suzuki       | 36   | +1 giro   | 16      |       |
| 15  | Boet van Dulmen     | Bakker-Honda | 36   | +1 giro   | 17      |       |
| 16  | Peter Sköld         | Honda        | 36   | +1 giro   | 21      |       |
| 17  | Simon Buckmaster    | Honda        | 36   | +1 giro   | 24      |       |
| 18  | Manfred Fischer     | Honda        | 36   | +1 giro   | 22      |       |
| 19  | Marco Gentile       | Honda        | 36   | +1 giro   | 23      |       |
| 20  | Andreas Leuthe      | Honda        | 35   | +2 giri   | 20      |       |
| 21  | Dietmar Mayer       | Honda        | 34   | +3 giri   | 27      |       |

### Ritirati
| Pilota             | Moto             | Giri | Motivo ritiro     | Griglia |
| ------------------ | ---------------- | ---- | ----------------- | ------- |
| Leandro Becheroni  | Suzuki           | 23   | Caduta            | 19      |
| Freddie Spencer    | Honda            | 14   | Ritiro volontario | 1       |
| Didier de Radiguès | Chevallier-Honda | 13   | Caduta            | 8       |
| Peter Lindén       | Honda            | 8    | Problema tecnico  | 26      |
| Gustav Reiner      | Honda            | 2    | Caduta            | 12      |

### Non partito
| Pilota              | Moto   | Griglia |
| ------------------- | ------ | ------- |
| Wolfgang von Muralt | Suzuki | 15      |

### Non qualificati
| Pilota           | Moto   |
| ---------------- | ------ |
| José Parra       | Honda  |
| Vincenzo Cascino | Suzuki |
| Carlos Morante   | Honda  |
| Stelio Marmaras  | Suzuki |

## Classe 250

### Arrivati al traguardo
| Pos | Pilota                 | Moto              | Tempo     | Griglia | Punti |
| --- | ---------------------- | ----------------- | --------- | ------- | ----- |
| 1   | Carlos Lavado          | Yamaha            | 47:50.430 | 3       | 15    |
| 2   | Anton Mang             | Honda             | +2.180    | 8       | 12    |
| 3   | Sito Pons              | Honda             | +2.370    | 5       | 10    |
| 4   | Martin Wimmer          | Yamaha            | +2.520    | 1       | 8     |
| 5   | Jacques Cornu          | Honda             | +32.000   | 4       | 6     |
| 6   | Pierre Bolle           | Parisienne        | +37.310   | 6       | 5     |
| 7   | Donnie McLeod          | Armstrong         | +40.910   | 11      | 4     |
| 8   | Jean-François Baldé    | Honda             | +46.360   | 9       | 3     |
| 9   | Fausto Ricci           | Honda             | +48.860   | 7       | 2     |
| 10  | Alan Carter            | Cobas-Rotax       | +51.550   | 10      | 1     |
| 11  | Maurizio Vitali        | Garelli           | +1:01.890 | 21      |       |
| 12  | Jean Foray             | Chevallier-Yamaha | +1:02.040 | 29      |       |
| 13  | Reinhold Roth          | Honda             | +1:02.250 | 15      |       |
| 14  | Manfred Herweh         | Aprilia           | +1:08.340 | 19      |       |
| 15  | Stefano Caracchi       | Aprilia           | +1:08.420 | 17      |       |
| 16  | Dominique Sarron       | Honda             | +1:08.500 | 20      |       |
| 17  | Jean-Louis Guignabodet | MIG-Rotax         | +1:32.460 | 25      |       |
| 18  | Antonio Boronat        | Cobas-Rotax       | +1 giro   | 34      |       |
| 19  | Roland Freymond        | Yamaha            | +1 giro   | 23      |       |
| 20  | Brent Jones            | Yamaha            | +1 giro   | 23      |       |
| 21  | Antonio Garcia         | JJ-Cobas          | +1 giro   | 36      |       |

### Ritirati
| Pilota               | Moto      | Motivo ritiro | Griglia |
| -------------------- | --------- | ------------- | ------- |
| Gary Noel            | EMC       |               | 22      |
| Urs Luzi             | Yamaha    |               | 28      |
| Fernando Gonzales    | MBA       |               | 30      |
| Jean-Michel Mattioli | Yamaha    |               | 13      |
| Harald Eckl          | Honda     |               | 16      |
| Loris Reggiani       | Aprilia   |               | 33      |
| René Delaby          | Rotax     |               | 27      |
| Ian Newton           | Armstrong |               | 18      |
| Carlos Cardús        | Honda     |               | 12      |
| Jean-Louis Tournadre | Yamaha    |               | 14      |

### Non partiti
| Pilota           | Moto     | Griglia |
| ---------------- | -------- | ------- |
| Tadahiko Taira   | Yamaha   | 2       |
| Stéphane Mertens | Yamaha   | 24      |
| Juan Echaide     | JJ-Cobas | 31      |
| Bruno Bonhuil    | Honda    | 32      |
| Eduardo Cots     | Yamaha   | 35      |

## Classe 125

### Arrivati al traguardo
| Pos | Pilota             | Moto          | Tempo     | Griglia | Punti |
| --- | ------------------ | ------------- | --------- | ------- | ----- |
| 1   | Fausto Gresini     | Garelli       | 45:30.630 | 1       | 15    |
| 2   | Domenico Brigaglia | Ducados-MBA   | +4.750    | 3       | 12    |
| 3   | Ezio Gianola       | MBA           | +22.530   | 6       | 10    |
| 4   | Luca Cadalora      | Garelli       | +29.990   | 2       | 8     |
| 5   | Johnny Wickström   | MBA (Tunturi) | +1:21.250 | 16      | 6     |
| 6   | Willy Pérez        | MBA (Zanella) | +1:32.770 | 10      | 5     |
| 7   | Pier Paolo Bianchi | MBA           | +1:38.820 | 12      | 4     |
| 8   | Andrés Sánchez     | MBA           | +2:48.240 | 15      | 3     |
| 9   | Jussi Hautaniemi   | MBA           | +1 giro   | 17      | 2     |
| 10  | Håkan Olsson       | MBA           | +1 giro   | 23      | 1     |
| 11  | Patrick Daudier    | PMDF          | +1 giro   | 25      |       |
| 12  | Fernando Gonzales  | MBA           | +1 giro   | 22      |       |
| 13  | Daniel Mateos      | MBA           | +1 giro   | 20      |       |
| 14  | Jacques Hutteau    | MBA           | +2 giri   | 31      |       |
| 15  | Alfred Waibel      | MBA           | +2 giri   | 18      |       |
| 16  | Steve Mason        | MBA           | +2 giri   | 33      |       |
| 17  | Antonio Oliveros   | MBA           | +2 giri   | 29      |       |
| 18  | Iván Troisi        | MBA           | +2 giri   | 35      |       |
| 19  | Eric Gijsel        | MBA           | +2 giri   | 34      |       |
| 20  | Peter Balaz        | MBA           | +2 giri   | 30      |       |

### Ritirati
| Pilota             | Moto   | Motivo ritiro | Griglia |
| ------------------ | ------ | ------------- | ------- |
| Thierry Feuz       | MBA    | Caduta        | 4       |
| August Auinger     | MBA    | Caduta        | 5       |
| Bruno Kneubühler   | MBA    |               | 7       |
| Willy Hupperich    | MBA    |               | 8       |
| Jean-Claude Selini | MBA    | Caduta        | 19      |
| Olivier Liègeois   | Assmex | Caduta        | 14      |
| Michel Escudier    | MBA    |               | 28      |
| Giuseppe Ascareggi | MBA    |               | 26      |
| Esa Kytölä         | MBA    |               | 27      |
| Bady Hassaine      | MBA    |               | 36      |
| Paolo Casoli       | MBA    | Caduta        | 11      |
| Ángel Nieto        | MBA    |               | 9       |
| Lucio Pietroniro   | MBA    |               | 13      |
| Manuel Hernández   | MBA    |               | 21      |
| Éric Saul          | LGN    |               | 32      |
| Robin Appleyard    | MBA    |               | 24      |

## Classe 80

### Arrivati al traguardo
| Pos | Pilota             | Moto         | Tempo     | Griglia | Punti |
| --- | ------------------ | ------------ | --------- | ------- | ----- |
| 1   | Jorge Martínez     | Derbi        | 37:01.750 | 1       | 15    |
| 2   | Ángel Nieto        | Derbi        | +7.700    | 2       | 12    |
| 3   | Manuel Herreros    | Derbi        | +8.600    | 4       | 10    |
| 4   | Pier Paolo Bianchi | Seel         | +39.370   | 6       | 8     |
| 5   | Ian McConnachie    | Krauser      | +42.170   | 7       | 6     |
| 6   | Juan Ramón Bolart  | Autisa       | +1:20.440 | 9       | 5     |
| 7   | Gerhard Waibel     | Real-Krauser | +1:20.620 | 12      | 4     |
| 8   | Hubert Abold       | Seel         | +1 giro   | 11      | 3     |
| 9   | Stefan Dörflinger  | Krauser      | +1 giro   | 3       | 2     |
| 10  | Domingo Gil Blanco | Autisa       | +1 giro   | 20      | 1     |
| 11  | Reiner Scheidhauer | Seel         | +1 giro   | 13      |       |
| 12  | Steve Mason        | MBA          | +1 giro   | 21      |       |
| 13  | Theo Timmer        | HuVo-Casal   | +1 giro   | 10      |       |
| 14  | Massimo Fargeri    | MBA          | +2 giri   | 26      |       |
| 15  | Jos van Dongen     | Krauser      | +2 giri   | 23      |       |
| 16  | Bertus Grinwis     | Krauser      | +2 giri   | 24      |       |
| 17  | Chris Baert        | Seel         | +2 giri   | 25      |       |
| 18  | Hans Spaan         | HuVo-Casal   | +2 giri   | 5       |       |
| 19  | Paolo Priori       | Lusuardi     | +2 giri   | 28      |       |
| 20  | Juan Esteve        | Autisa       | +2 giri   | 30      |       |
| 21  | Ricardo Blanco     | Krauser      | +3 giri   | 35      |       |

### Ritirati
| Pilota            | Moto    | Motivo ritiro | Griglia |
| ----------------- | ------- | ------------- | ------- |
| Reiner Koster     | Kroko   |               | 27      |
| Rainer Kunz       | Ziegler |               | 8       |
| Javier Arumi      | Autisa  |               | 32      |
| Julián Miralles   | Casal   |               | 17      |
| Gérard Fissette   | Casal   |               | 31      |
| Alex Barros       | Autisa  |               | 22      |
| Luis Miguel Reyes | Autisa  |               | 15      |
| Henk van Kessel   | Krauser | Caduta        | 14      |
| Felix Rodríguez   | Autisa  |               | 16      |
| Serge Julin       | Casal   |               | 29      |
| Joaquin Gali      | Krauser |               | 34      |
| Gerd Kafka        | Krauser |               | 18      |
| Salvatore Milano  | Krauser |               | 19      |

### Non partito
| Pilota            | Moto   | Griglia |
| ----------------- | ------ | ------- |
| Herri Torrontegui | Autisa | 33      |